# Estany Redó (Colomers d'Espot)
L'Estany Redó és un llac que es troba en el terme municipal d'Espot, a la comarca del Pallars Sobirà, i dins del Parc Nacional d'Aigüestortes i Estany de Sant Maurici.	
El nom deriva de la seva forma.

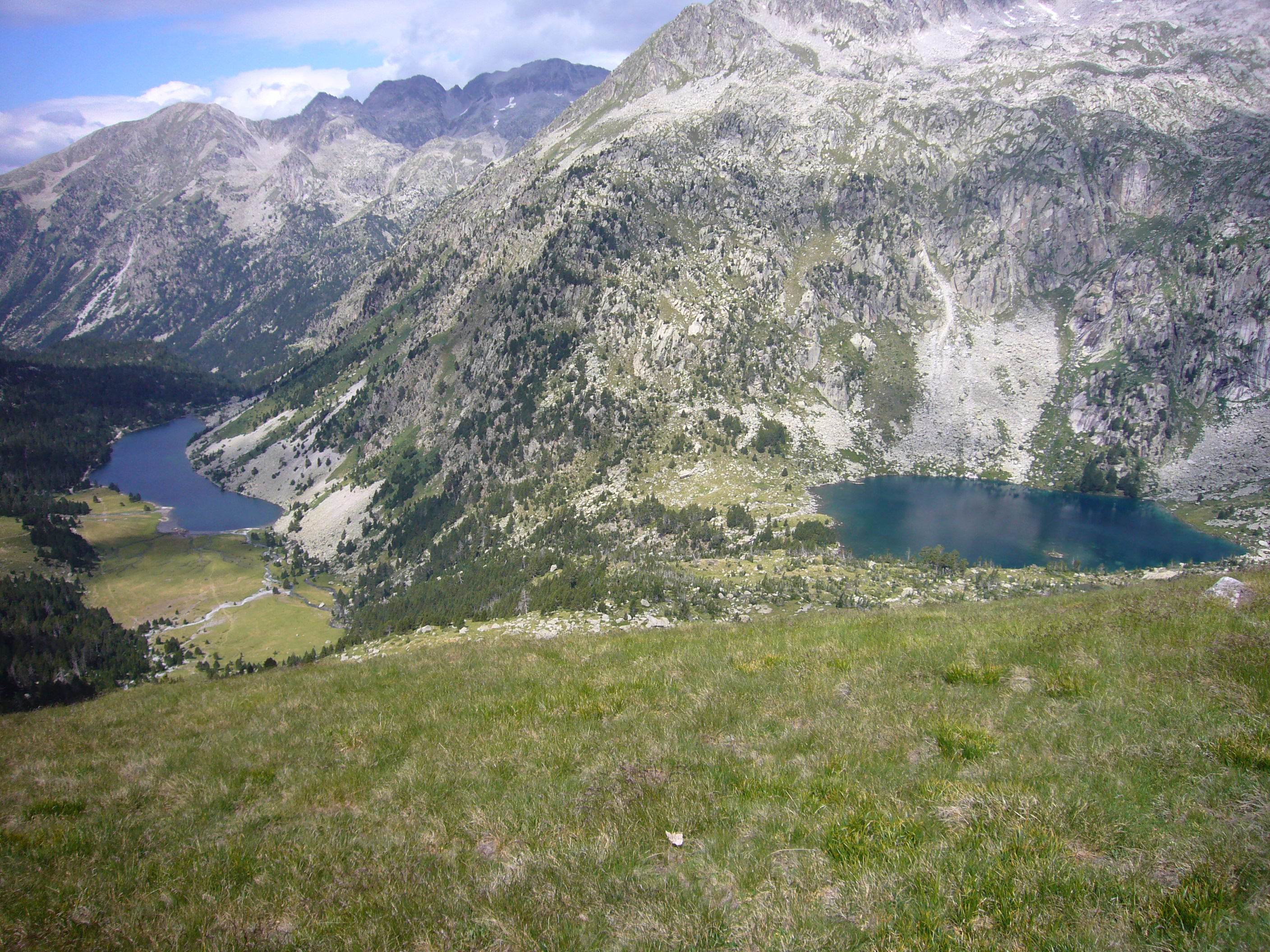
Estanys Llong i Redó, vistos des del Pletiu dels Gavatxos

El llac, d'origen glacial, està situat a 2.114 metres d'altitud, tancant Colomers d'Espot pel sud. Té 6,2 hectàrees de superfície i 11 metres de fondària màxima. Rep totes les aigües que recull l'amfiteatre que conformen les Pales d'Estany Redó i drena cap al barranc, que al sud, baixa cap al Planell d'Estany Llong.

## Vegetació aquàtica
L'estany Redó és pobre en vegetació aquàtica: només conté dues espècies. Cada una es distribueix en una sola clapa. A la zona menys fonda de la vora sud i est creix gespa d'isòet. No pot estendre’s per les vores oest i nord ja que hi ha un gran cúmul de rocam procedent de les tarteres dels vessants. Aquesta espècie és típica de les aigües més fredes i amb menys nutrients. La part més fonda i amb menys rocs està ocupada per l'alga nitel·la.

## Rutes[4]
Des del Refugi d'Estany Llong, s'agafa el camí que, direcció est, ressegueix la riba meridional de l'Estany Llong. Aquesta senda, més marcada, s'abandona per continuar vorejant la riba del llac cap al nord-est; a partir d'aquest punt la ruta és senyalitzada amb fites de fusta pintades de groc i travessa el Planell d'Estany Llong. Endinsant-se dins Colomers d'Espot, el corriol va girant i enfilant-se suaument cap al nord, fins a trobar l'estany.